# Zünikon
Zünikon ist ein Weiler, der zur politischen Gemeinde Wiesendangen im Kanton Zürich in der Schweiz gehört. Er liegt ungefähr zwei Kilometer südöstlich des Dorfes Bertschikon. 

## Geschichte
Im Jahre 1263 wurde das Dorf erstmals urkundlich erwähnt. 1928 wurden die früheren Zivilgemeinden Bertschikon, Zünikon, Gundetswil, Gündlikon, Liebensberg, Stegen und der zürcherische Teil von Kefikon aufgelöst und zur Gemeinde Bertschikon bei Attikon zusammengeschlossen. Daher auch die sieben Sterne im Gemeindewappen der ehemaligen Gemeinde Bertschikon, die am 1. Januar 2014 mit Wiesendangen fusionierte.

## Bevölkerung
2011 lebten 86 Menschen in Zünikon.

## Öffentlicher Verkehr
Zünikon ist nicht mit öffentlichen Verkehrsmitteln erreichbar. Die nächste Bushaltestelle liegt in Bertschikon. 